# Arsenocrandallita
La arsenocrandallita fue descrita en 1981 como una nueva especie mineral en ejemplares procedentes de la escombrera de una mina de Neubulach, Calw, Karlsruhe, Baden-Württemberg (Alemania), que consecuentemente es su localidad tipo. El nombre señala que es el equivalente con arsénico del mineral crandallita, conocido anteriormente.

## Propiedades físicas y químicas
La arsenocrandallita, es el análogo con arsénico de la crandallita, y lo mismo que ella, forma parte del supergrupo de la alunita. Se encuentra como esférulas diminutas formadas por la asociación de microcristales laminares; es de color blanco, aunque con frecuencia aparece coloreada de tonos verdosos, amarillentos o azulados por la presencia de trazas de otros elementos distintos a los de la fórmula, que pueden ser hierro cobre, bismuto, estroncio, bario y zinc. También suele contener cantidades significativas de fósforo.

## Yacimientos
La arsenocrandallita es un mineral poco común, encontrado hasta el momento en alrededor de una docena de yacimientos, asociada a otros minerales secundarios, como arseniosiderita, arsenogoyazita, beudantita y olivenita. Además de los ejemplares de la localidad tipo, son especialmente conocidos los de las minas de Kamariza, en el distrito de Lavrio, Ática, (Grecia). En España se ha encontrado en las labores de prospección de la concesión La Reconquistada, en Pastrana, Mazarrón (Murcia).